# The Broken Circle Breakdown
The Broken Circle Breakdown är en belgisk dramafilm från 2012 med regi och manus av Felix Van Groeningen. Manuset är baserat på en pjäs skriven av Johan Heldenbergh och Mieke Dobbels. Heldenbergh spelar även en av huvudrollerna tillsammans med Veerle Baetens.
Filmen nominerades till en Oscar för Bästa utländska film vid Oscarsgalan 2014. Den vann pris i samma kategori vid Césargalan 2014 och mottog även två priser vid Tribeca Film Festival där Veerle Baetens prisades som bästa kvinnliga skådespelare.
The Broken Circle Breakdown skildrar Elise och Didiers kärlekshistoria och hur de hanterar det faktum att deras dotter blir sjuk. Bluegrassmusik spelar en viktig roll i filmen då de båda huvudpersonerna spelar tillsammans i ett bluegrassband.

## Rollista
- Veerle Baetens – Elise Vandevelde
- Johan Heldenbergh – Didier Bontinck
- Nell Cattrysse – Maybelle
- Geert Van Rampelberg – William
- Nils De Caster – Jock
- Robbie Cleiren – Jimmy
- Bert Huysentruyt – Jef
- Jan Bijvoet – Koen
- Blanka Heirman – Denise